# Effetti speciali digitali
Gli effetti visivi, in inglese Digital Visual Effects, sono una moderna e recente espressione artistica multidisciplinare, relativa al metodo con cui, mediante l'utilizzo di potenti computer e relativi software dedicati, si crea, attraverso la implementazione analogico/digitale e successivo riversamento in pellicola o in video, l'illusione ottica in grado di dare il senso della realtà di ambientazioni, scene, personaggi, animali principalmente in campo cinematografico e televisivo.

## Utilizzo
Con questa nuova forma d'arte si è in grado quindi di integrare, o di realizzare nella totalità, la scenografia dei film, ricostruendo dei veri e propri set virtuali, e potendo liberare così la creatività e la fantasia di scrittori e registi, e risolvendo in parte l'importante problema dei costi, solitamente molto elevati per produzioni di altissimo livello. Nella maggior parte dei casi, si ha l'opportunità inoltre di ricostruire scene ad alto rischio o praticamente impossibili da realizzare nella realtà, per poter produrre film di fantascienza e ad alto contenuto spettacolare anche in versione 3D. Una delle possibilità infinite di questo settore è quella per esempio di riportare in vita nella finzione personaggi o attori deceduti, come è successo con il film Il corvo - The Crow, dove l'attore Brandon Lee è morto per un tragico errore durante le riprese praticamente alla fine del film, per cui la produzione è stata costretta così a ricorrere alle tecniche digitali per poterlo completare. In pratica tutti i film al top delle classifiche di incassi degli ultimi anni, nonché molti dei film annunciati e di prossima uscita, ora in post-produzione, sono stati realizzati con ampio uso di effetti speciali digitali.

## Esempio
Tale procedura è divenuta un fondamentale ed importante settore dell'industria delle arti visive e cinematografiche ed è ovviamente in continua evoluzione e sviluppo di pari passo con il potenziamento delle risorse informatiche di hardware e software. Per citare un esempio, l'ultima versione del film Avatar, distribuito in Italia a gennaio del 2010, è stato realizzato grazie al grande sviluppo delle moderne tecnologie informatiche e delle competenze acquisite in questo particolare ed avanzato settore, dando la possibilità di creare un prodotto di altissimo livello fantascientifico altrimenti non ottenibile sino a pochi anni fa.

## Multidisciplinarità
In questo particolare settore del cinema sono racchiuse molteplici competenze e tecnologie. Iniziando dal campo artistico con il disegno, la pittura e la scultura, attraverso l'informatica con l'utilizzo di potenti hardware e relativi software di fotoritocco e animazione e dei più speciali e complessi 3D Studio Max e Maya, si passa nel campo della fotografia e della video/cine-ripresa e montaggio cinematografico per arrivare infine alla sceneggiatura, scenografia e regia. A tutto questo si affiancano costantemente le capacità artigianali tipiche del cinema quali quelle di elettricisti, costumisti, truccatori, stuntmen, maestri d'armi e così di tutte le figure con relative tecniche che normalmente contribuiscono alla produzione e postproduzione di un film. Il tutto deve essere quindi gestito sapientemente dagli operatori ai computer e supercomputer necessari per gestire il tutto, seguendo le linee guida del copione e le esigenze di registi e produttori.

## Società
Le società più famose e conosciute e premiate in questo campo sono la Industrial Light & Magic di George Lucas, la DreamWorks Animation di Steven Spielberg e la Weta Digital di Peter Jackson. George Lucas è stato il precursore degli effetti speciali digitali, fondando la ILM proprio per la necessità che aveva di realizzare la epica trilogia di Guerre stellari (Star Wars), e poter infine, quando le tecnologie informatiche finalmente sono migliorate col tempo, realizzare le sceneggiature secondo la sua visione, rieditando in parte il film e realizzando la special edition della trilogia con molte delle scene rifatte con la computer grafica animata. Dalle sue esperienze si sono parallelamente sviluppate le produzioni della gran parte dei film di ultima generazione.

## Premi
Per questa specialità esistono diversi premi a livello internazionale. Attualmente in ambito cinematografico e televisivo tale settore viene accorpato con quello degli effetti speciali, e il più ambito premio del cinema, il premio Oscar, dedicato a questa categoria è assegnato da anni da artisti che hanno contribuito alla realizzazione di film con la tecnica della computer grafica animata e della realtà virtuale. Altro importante premio, anche perché specifico, è il Visual Effects Society Award.

## Personaggi
Tra i più conosciuti talenti di questo settore, figurano Dennis Muren, Joe Letteri e John Dykstra, pluripremiati con l'Oscar ai migliori effetti speciali. Questi per la loro esperienza e capacità ricoprono generalmente l'incarico di Digital Visual Effect supervisors, in gergo cinematografico anglosassone i Supervisori degli effetti speciali digitali, cioè coloro che sovrintendono e sono responsabili di tutta la gestione dei film realizzati con questa metodologia.